# 제32회 골든 글로브상
제32회 골든 글로브상은 1974년 상영된 영화 중 가장 뛰어난 영화를 수상하기 위해 1975년 1월에 열린 시상식이다. 미국,캘리포니아/비버리 힐튼 호텔에서 개최되었다.

## 수상 및 후보

### 세실 B. 데밀 상
- 할 B. 월리스 수상

### 작품상-드라마
- 차이나타운 - 로만 폴란스키 수상
- 컨버세이션 - 프란시스 포드 코폴라
- 대지진 - 마크 롭슨
- 대부 2 - 프란시스 포드 코폴라
- 영향 아래 있는 여자 - 존 카사베츠

### 여우주연상-드라마
- 영향 아래 있는 여자 - 제나 로우랜즈 수상
- 엘리스는 이제 여기 살지 않는다 - 엘렌 버스틴
- 차이나타운 - 페이 더너웨이
- 레니 - 발레리 페린
- 결혼의 풍경 - 리브 울만

### 남우주연상-드라마
- 차이나타운 - 잭 니콜슨 수상
- 컨버세이션 - 진 핵크만
- 겜블러 - 제임스 칸
- 대부 2 - 알 파치노
- 레니 - 더스틴 호프만

### 작품상-뮤지컬코미디
- 터치 다운 - 로버트 알드리치 수상
- 특종 기사 - 빌리 와일더
- 해리와 톤토 - 폴 마줄스키
- 어린 왕자 - 스탠리 도넌
- 삼총사 - 리처드 레스터

### 여우주연상-뮤지컬코미디
- 삼총사 - 라퀠 웰치 수상
- 클로딘 - 다이안 캐롤
- 허비 - 돌아오다 - 헬렌 헤이즈
- Mame - 루실 볼
- 영 프랑켄슈타인 - 클로리스 리치먼

### 남우주연상-뮤지컬코미디
- 해리와 톤토 - 아트 카니 수상
- 클로딘 - 제임스 얼 존스
- 특종 기사 - 잭 레먼
- 특종 기사 - 월터 매튜
- 터치 다운 - 버트 레이놀즈

### 여우조연상
- 위대한 개츠비 - 카렌 블랙 수상
- 엘리스는 이제 여기 살지 않는다 - 다이안 래드
- Mame - Beatrice Arthur
- 타워링 - 제니퍼 존스
- 영 프랑켄슈타인 - 매들린 칸

### 남우조연상
- 타워링 - 프레드 아스테어 수상
- 차이나타운 - 존 휴스턴
- 위대한 개츠비 - 브루스 던
- 위대한 개츠비 - 샘 워터스톤
- 터치 다운 - 에디 앨버트

### 외국어 영화상
- 결혼의 풍경 - 잉그마르 베르히만 수상
- 나는 기억한다 - 페데리코 펠리니
- 더디 크레이비츠의 수습 기간 - 터드 코체프
- 우리 아빠는 해결사 - 제라드 오우리
- Lacombe Lucien - 루이 말

### 감독상
- 차이나타운 - 로만 폴란스키 수상
- 컨버세이션 - 프란시스 포드 코폴라
- 대부 2 - 프란시스 포드 코폴라
- 레니 - 밥 포시
- 영향 아래 있는 여자 - 존 카사베츠

### 각본상
- 차이나타운 - 로버트 타운 수상
- 컨버세이션 - 프란시스 포드 코폴라
- 대부 2 - 프란시스 포드 코폴라 외
- 타워링 - 스터링 실리펀트
- 영향 아래 있는 여자 - 존 카사베츠

### 음악상
- 어린 왕자 - 앨런 제이 레너 수상
- 차이나타운 - 제리 골드스미스
- 대지진 - 존 윌리엄스
- 대부 2 - 니노 로타
- 천국의 유령 - 폴 윌리엄스

### 주제가상
- 벤지 - Euel Box 외 수상
- 클로딘 - 커티스 메이필드
- 도브 - 존 배리 외
- 어린 왕자 - Frederick Loewe 외
- 타워링 - 알 카샤 외

### 미스 골든 글로브
- 멜라니 그리피스 수상